# Ministerium für Glück und Wohlbefinden

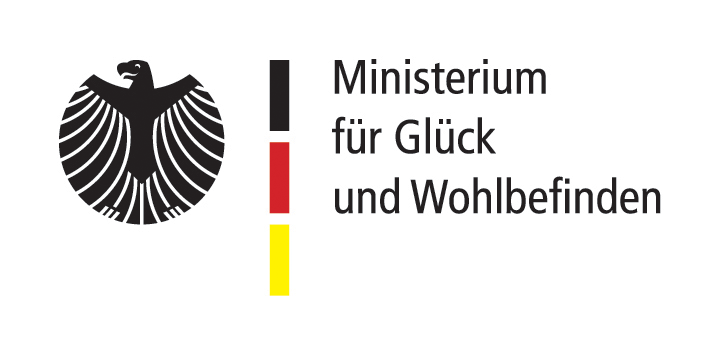
Logo des Ministeriums für Glück und Wohlbefinden

Das Ministerium für Glück und Wohlbefinden war der Name eines Konzepts für eine Kommunikationskampagne mit dem Ziel, das Bruttonationalglück in Deutschland zu steigern. Es wurde ab 2012 von den Studenten Gina Schöler, Daniel Clarens und weiteren Kommilitonen an der Fakultät für Gestaltung der Hochschule Mannheim entwickelt, „um einen Wertewandel in der Gesellschaft anzustoßen“.
Das Kampagnenkonzept ging von der Annahme aus, dass Glück „individuell erarbeitet“ werden müsse. Die Kampagne wollte diesen Prozess „begleiten und mitgestalten“.
Das Projekt wollte eine Diskussion um Werte anstoßen und den Blick auf das gesellschaftliche Wohl der Menschen lenken.
Das Kampagnenkonzept wurde mehrfach ausgezeichnet.
Eine der Gründerinnen nutzt die Marke heute für Vortrags- und Seminarangebote für Unternehmen.